# Министарство за рад, запошљавање, борачка и социјална питања Републике Србије
Министарство за рад, запошљавање, борачка и социјална питања Републике Србије настало је из Министарства рада, запошљавања и социјалне политике које је формирано 2004. спајањем Министарства за рад и запошљавање и Министарства за социјална питања која су настала издвајањем из Министарства за рад, социјална и борачка питања. Тренутни министар је Немања Старовић.

## Списак министара
- Гордана Матковић (2000—2001)

#### Од 2001. до 2004. - два министарства
- рад и запошљавање Драган Миловановић (2001—2003, 2003—2004), борачка и социјалних питања Гордана Матковић (2001—2003, 2003—2004)

#### Од 2004. до данас - јединствено министарство
- Слободан Лаловић (2004—2007)
- Расим Љајић (2007—2008, 2008—2012)
- Јован Кркобабић (2012—2014)
- Александар Вулин (2014—2016, 2016—2017)
- Зоран Ђорђевић (2017—2020)
- Дарија Кисић (2020—2022)
- Никола Селаковић (2022—2024)
- Немања Старовић (од 2024)